# Championnats de France d'escalade 2011
Navigation
Édition précédente Édition suivante
En 2011, le club Couleur Caillou de Millau accueille le championnat de France d'escalade de bloc les 8 et 9 avril, tandis que le club Entente Sportive de Massy accueille le championnat de France d'escalade de difficulté les 11 et 12 juin, et le championnat de France d'escalade de vitesse le 13 juin.
À l'issue de ces épreuves, François Kaiser et Anne-Laure Chevrier sont désignés champions de France d'escalade de bloc, Gautier Supper et Charlotte Durif sont désignés champions de France d'escalade de difficulté, et Mickael Mawem et Margot Heitz sont désignés champions de France d'escalade de vitesse.

## Déroulement
Épreuves de bloc
Les épreuves de qualification ont lieu le vendredi 8 avril, et les demi-finales et finales ont lieu le lendemain, le samedi 9. La salle d'escalade du club Couleur Caillou sert de lieu d'isolement et d'échauffement, tandis que les épreuves se déroulent dans la salle des fêtes.
Épreuves de difficulté
Les épreuves de qualification ont lieu le samedi 11 juin, et les demi-finales et finales ont lieu le lendemain, le dimanche 12 juin, sur le mur du stade de la Poterne.
Épreuves de vitesse
Les épreuves de qualification et la phase finale ont lieu durant la journée du lundi 13 juin.

## Palmarès
Difficulté
| Catégorie | Or              | Argent              | Bronze         |
| --------- | --------------- | ------------------- | -------------- |
| Hommes    | Gautier Supper  | Manuel Romain       | Thomas Ballet  |
| Femmes    | Charlotte Durif | Caroline Ciavaldini | Julia Serrière |

Bloc
| Catégorie | Or                  | Argent          | Bronze                   |
| --------- | ------------------- | --------------- | ------------------------ |
| Hommes    | François Kaiser     | Thomas Caleyron | Guillaume Glairon Mondet |
| Femmes    | Anne-Laure Chevrier | Mélanie Sandoz  | Mélissa Le Nevé          |

Vitesse
| Catégorie | Or            | Argent         | Bronze          |
| --------- | ------------- | -------------- | --------------- |
| Hommes    | Mickael Mawem | Thomas Dupin   | Bassa Mawem     |
| Femmes    | Margot Heitz  | Anouck Jaubert | Morgane Aveline |